# サッポロ生ビール黒ラベル
サッポロ生ビール黒ラベル（サッポロなまビールくろラベル）は、1989年（平成元年）9月よりサッポロビール株式会社が製造・出荷・販売する生ビール。ヱビスビールと並ぶ同社の主力商品である。本項では便宜上、1977年（昭和52年）4月から1989年（昭和64年/平成元年）1月まで製造・出荷された前身商品であるサッポロびん生についてもあわせて述べる。

## 歴史
戦後の日本において、最初に瓶入り生ビールを発売したのはサッポロビールである。
黒ラベルの前身となる「サッポロ壜生ビール」が登場したのは1957年（昭和32年）7月で、当初は東京・横浜・名古屋・福岡およびその周辺都市で発売。翌1958年（昭和33年）3月からは北海道でも発売開始した。容器は、褐色の瓶にアイボリーホワイトのラベルを直接プリントした「ACL瓶」と呼ばれるものであった。北海道外では漸減傾向をたどったが、冬でも暖房が効いている北海道では好調に売れ続けた。1969年にはACL瓶のデザインを踏襲した紙ラベルに変更、1972年（昭和47年）にはラベルの材質にアルミ箔が採用され、1973年（昭和48年）にはラベルの意匠が変更された。この時のラベルの意匠が、のちの黒ラベルの原型となっている。
昭和40年代の日本のビールは熱処理ビールが主流であり、アサヒビール（以下「アサヒ」）・サッポロビール（以下「サッポロ」）・サントリーの各社は何度か瓶製品の生ビールを発売したが、大幅な市場拡大には至らなかった。天候不順に見舞われた1976年（昭和51年）は特にサッポロの販売量の落ち込みが大きく、市場占有率の拡大を目指した同社は、北海道地区で販売されていた「サッポロ壜生ビール」を「サッポロびん生」とリブランドし、1977年4月より全国販売開始した。東京・関東・新潟・横浜の各支店では4月21日、それ以外の支店では先行して4月1日より発売を開始したが、5月までの実績は計画の2.6倍と、予想を大幅に上回るものであった。初年度である1977年度は800万箱の売り上げを達成。これは当初計画の3.3倍に相当し、サッポロの市場占有率は1.2%上昇し19.6%まで回復した。
サッポロが他社に先駆けて生ビールを推進できた蔭には、昭和40年代から50年代にかけて導入されたセラミックフィルターがあった。ケイ酸アルミニウムを円筒形に焼成した濾過筒をステンレス製タンク内に直列配置したものであり、うま味成分を吸着することなく無菌濾過し、酵母を除去することが可能となった。大阪工場で1967年からの試験使用ののち1969年より本格稼働。1970年には札幌第2工場と目黒工場でも稼働開始した。さらに、びん生の販売拡大に伴い順次各工場に導入された。
競合他社では、アサヒは「本生」に続き飲食店向けの7リットルサイズの「生ビールミニ樽」を発売。「純生」を販売するサントリーを含めた3社は積極的な広告展開をし、「生ビール戦争」とも呼ばれた。1976年には市場流通量のうち9%程度であった生ビールの比率（生化率）は、1980年（昭和55年）には21%に達した。熱処理ビールであるキリンラガービールだけで通してきたキリンビールも、1981年（昭和56年）には「ビア樽2リットル」「ビア樽3リットル」の小型樽製品で生ビールに参入した。
1987年（昭和62）3月に日本全国で発売されたアサヒスーパードライは日本のビール市場に大きな変化をもたらした。サッポロは、「若者層は苦みの少ないすっきりと飲みやすいビールを好む傾向がある」「生ビールの普及により、“生＝特別なビール”という優位性が薄らいだ」「発売後10年が経過し、パッケージデザインが陳腐化している」との分析から、サッポロびん生をリニューアルし「サッポロドラフト」を発売する方針を決定した。
1989年2月に関東・静岡地区を皮切りにサッポロドラフトを発売したところ、びん生のアンコールの要望が同社営業部門に多く寄せられ、飲食店や一般家庭ではサッポロから他社製品に切り替える動きが出てきた。広告上の呼称を「サッポロ＜生＞ドラフト」とし、品質上の改良点を周知する措置を採ったが、特に40歳、50歳の壮年層からのびん生復活の要望が止むことはなかった。
1989年9月、サッポロドラフトを継続する一方、びん生を復活して、両ブランドを併行して販売することを決定。この時に、消費者から愛称として呼ばれていた“黒ラベル”を正式に取り入れ、「サッポロ＜生＞黒ラベル」を正式名称とし、広告では「のどごし鮮やか。サッポロ＜生＞ドラフト」「深い味わい。サッポロ＜生＞黒ラベル」とそれぞれの特徴を明確にした広告展開を行った（この頃からサッポロドラフトの広告には黒ラベルに対して“金ラベル”の呼称が書かれたものもあった）。また、瓶のラベルの形状も、びん生の楕円形からサッポロドラフトに合わせて六角形に改められた。
復活翌年の1990年（平成2年）には、黒ラベルの販売実績はリニューアル前の1988年（昭和63年）のびん生の実績を上回った。このことを受けて、1991年（平成3年）10月には、かねてからの販売不振を理由にサッポロドラフトの終売が発表され、黒ラベルに一本化することになった。。
1997年（平成9年）1月には、黒ラベル復活後では初のフルリニューアルが行われ、より生ビールらしさを強調した味わいに調整されたほか、後述のようにラベルデザインも一新され、同年より定温輸送が開始されている。1999年（平成11年）1月の仕様変更時にはアルコール度数（アルコール分）を4.5%から現在の5%に変更している。
2006年（平成18年）年初製造分に麦芽・ホップの協働契約栽培化が完了している。2011年（平成23年）3月上旬製造・出荷分よりビールの風味を劣化させる脂質酸化酵素（LOX-1）を持たない大麦から生まれた『旨さ長持ち麦芽』の使用を開始し、2015年（平成27年）2月中旬製造分と2016年（平成28年）2月下旬製造分より『旨さ長持ち麦芽』を増量している。さらに2019年（平成31年）1月下旬製造分より製造方法をさらに工夫し、より「白く美しい泡」を実現している。
1990年代後半からは売上は苦戦を強いられたが、『旨さ長持ち麦芽』の採用による品質向上や飲食店でのブランド露出が功を奏し、2015年には21年ぶりに売上高の対前年比が増加に転じた。2015年の販売数量は大びん20本を1箱と換算して、1618万箱。2016年の販売数量は、12月28日時点でこれを上回った。2017年の販売数量は、12月29日時点でこれを上回った。2018年の販売数量は、12月30日時点でこれを上回った。サッポロの工場のある千葉県船橋市や静岡県焼津市では、ふるさと納税の返礼品として採用されている。

## 広告
1977年の「サッポロびん生」登場時のコピーは『北海道で好評の、あの生。新登場』。1978年の新聞広告では『春夏秋冬・うまさ365日』と、夏だけの飲み物ではなく通年商品であることをアピールした。1986年には、当時アメリカに輸出される日本製ビールのうち、びん生が圧倒的であったことから『世界が「うまい」と言い始めた。』。1989年の黒ラベル復活発売時には『のどごし鮮やか。サッポロ＜生＞ドラフト』『深い味わい。サッポロ＜生＞黒ラベル』と両者の特徴を強調した。1991年には山城新伍、蓮舫、村野武憲を起用し『結局、飲んでる 黒ラベル』のコピーを主軸にして広告展開した。1995年には『ノドうつうまさ。黒ラベル』のコピーで三浦友和を起用。2000年（平成12年）には『LOVE BEER?』のコピーで山﨑努と豊川悦司がスローモーションでシュールな対決を繰り広げるCM（温泉での卓球、カラオケのマイク争奪戦、焼肉の取り合い、雪合戦など。中島哲也が監督を務めた。）は2000年のCMアワードグランプリに輝いた。特に『卓球編』では温泉卓球ブームが起きた。2010年（平成22年）からは、妻夫木聡が各界の著名人の話を聞く「大人エレベーター」シリーズが展開されている（ゲストはサッポロビール#CM出演者を参照）。

## 容器

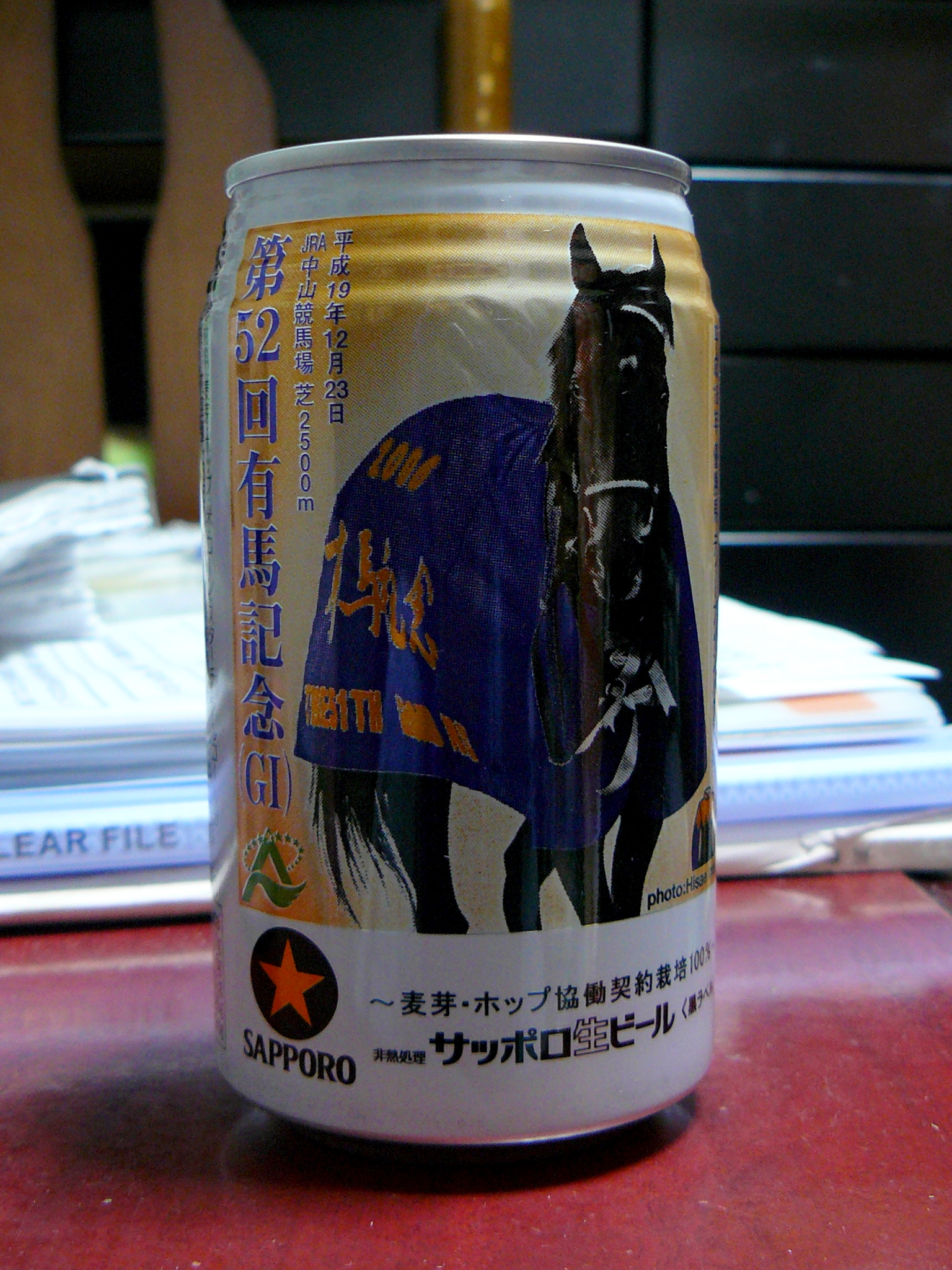
第52回有馬記念の記念デザイン缶

「サッポロびん生」は当初からの大瓶（633ml）に加え、1978年3月15日には大阪地区を皮切りに中瓶（500ml）、同年4月3日にはジャイアンツ（1957ml瓶）を発売開始。小瓶（334ml）の発売は1981年5月であった。小規模な飲食店向けには、1979年に10リットルのサンケイ樽を、首都圏を皮切りに投入。1980年4月には家庭向け3リットルのアルミ樽（愛称「ミニコンパ」）を発売開始した。1979年にはアサヒが先行して同容量の「ミニ樽」を発売しており、この時期には各社が家庭向け樽製品でしのぎを削った。サッポロは、東レ・吉野工業所と共同開発した世界初のPET樹脂製樽型容器「サッポロ樽生2リットル」（愛称「2リッ樽」）を1981年3月に発売。1981年の売り上げが1400万本を記録するヒット商品となった。翌年には、パイロットインキが開発した感温インキを使用し、中身の温度が10℃以下になると「飲み頃です」の文字が浮き出る工夫が加えられた。1982年には1.5リットル、3リットルのラインナップが加えられたが、PET樹脂のリサイクルが進んでいなかったことから、1992年（平成4年）にはアルミ容器に変更された。小容量商品では、1980年に「サッポロびん生 たる型小びん300mlぐい生」（愛称「サッポロぐい生」）を発売開始した。グラスを使わずに手軽に飲める広口ボトルで、従来ビールの扱いがなかった立ち食いそば・うどん店や雀荘、喫茶店などでも販売された。広告には滝田栄を起用し、1980年には当初の目標100万箱に対し320万箱を売り上げた。1982年にはさらに小容量の「サッポロ生ひとくち」（200ml瓶）を発売開始した。缶製品では、1980年5月に「サッポロ缶生1リットル」をスチール缶で発売。同年9月には500ml、1981年6月に350ml、1982年4月に750ml、1983年4月には250ml樽型スチール缶の「サッポロ缶生子樽」と順次ラインナップを拡充した。1984年3月より650mlスチール缶の「サッポロカップ＜生＞」を発売したが、シルバー基調のデザインが話題となった反面、ほぼ大瓶1本分のビールは缶で飲むには量が多く、さらに缶詰のようなフルオープン缶だったことから、缶のまま泡がない状態で飲みきらないといけないため、日本では売れ行きは不振だったものの、同年10月に北米向け輸出を開始したところ、好評だったことから、現在は輸出専用商品として存続している。2000年には450mlボトル缶を「ショットボトル」と名付け、4月28日より東京都・埼玉県・千葉県・神奈川県・茨城県・栃木県・群馬県で先行販売を開始し、6月28日より全国販売となり、2000年代中頃まで販売された。
ラベルデザインは、当初は外周に「SAPPORO DRAFT BEER」等の英語の文言、内側に黒字に金色で★印、その下にリボン状の地に「サッポロビール」の片仮名のロゴ、下部に「生」と書かれたものであり、黒ラベル復活時も形状変更以外は小幅な変更にとどめ、外周の表記を「SAPPORO ORIGINAL DRAFT BEER」に変更し、生の両側に「BLACK」「LABEL」と表記するにとどめた。1997年1月製造分より黒ラベル復活後では初のフルリニューアルが行われ、缶は白地に★印の周囲が黒地に、瓶では黒地に金の★印が描かれ、「SAPPORO」のアルファベット、★印の左右に麦の穂の図案、「黒ラベル」と表記された中央リボンが★印を取り囲むデザインに変更され、海外では中央リボンの表記を「DRAFT BEER」や「PREMIUM BEER」に変更して2011年頃まで使用され続けた。2001年（平成13年）2月下旬製造分より日本独自のラベルデザインとなり、缶は白地に黒の円形の中に★印、瓶では黒地に金の★印が描かれ、いずれも★印の左右に麦の穂の図案。ロゴはリボンを廃しアルファベットで「SAPPORO」「DRAFT BEER」のアルファベットが取り囲む、シンプルなデザインに改められた。2004年（平成16年）には、「SAPPORO」「DRAFT BEER」を独立させ、★印と麦の穂の図案の下に配置したデザインとなった。2006年年初製造分に麦芽・ホップの協働契約栽培化が完了したことから、1月25日より（瓶は1月下旬製造分より順次）下部に「麦芽・ホップ協働契約栽培100%」の文言を緑色（瓶は金色）の帯で記載し、「生」の大書きを廃し、缶のロゴ下の英文を緑色に変更し、缶は緑色で、瓶は金色で大麦の穂を大きくあしらったデザインを1年間採用した。2007年（平成19年）1月下旬（瓶は3月上旬）製造分より麦穂と「SAPPORO」の下の「DRAFT BEER」を廃して★印を大きく配し、以前とは異なる書体で「生」の大書きを復活させたデザインに変更した。2011年3月上旬製造分より『旨さ長持ち麦芽』の使用を開始するとともに、中央の「生」の文字に立体感を持たせ、生の周囲の英文を黒色から金色に変更した。2015年2月中旬製造分より「黒ラベル」の文字を強調し、その下に〈生〉と表記したものに改められ、2019年1月下旬製造分より〈生〉の大書きを廃し、現在のデザインとなった。

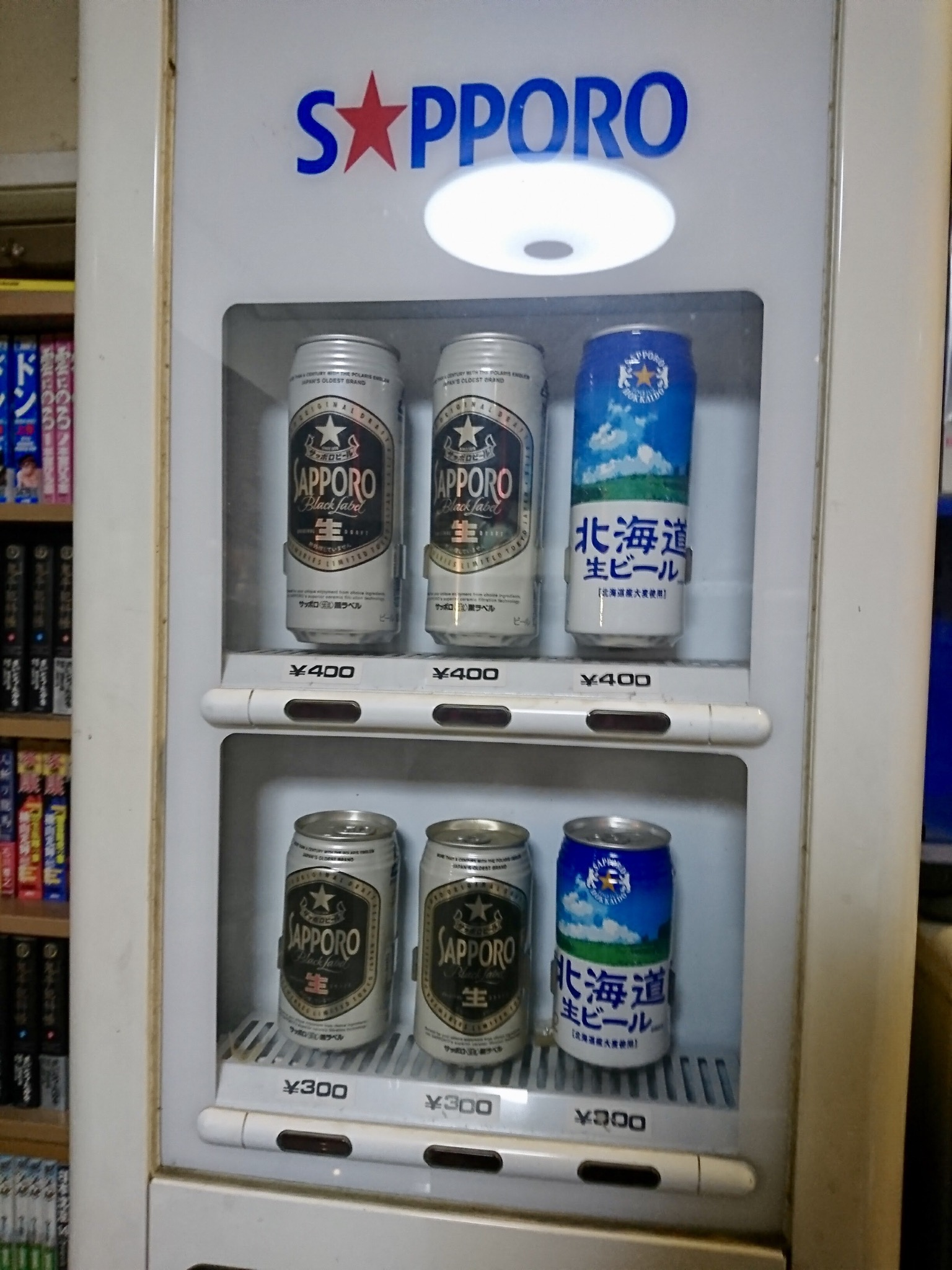
1995-1996年に販売された旧デザイン缶（上下段共に左及び中央）

2023年（令和5年）5月現在、小売店向けには135ml・250ml・350ml・500mlの缶入りと大瓶（633ml）・中瓶（500ml）・小瓶（334ml）が販売されている。ご当地デザインや、箱根駅伝等の記念デザインの缶も限定生産されている。

## 日本国外展開
日本以外のほとんどの国では、『SAPPORO PREMIUM BEER（サッポロプレミアムビール）』の名称で黒ラベルに相当する商品を販売している。国によっては製造設備の都合で熱処理を行っている場合があり、必ずしも生ビールというわけではない。海外では1997年1月製造分より日本で採用したデザインの中央リボンの表記を「DRAFT BEER」や「PREMIUM BEER」に変更して、2011年頃まで使用され続けたが、その後はシルバーカップ缶を基にした、シルバー基調の缶デザインに変更され、国によっては瓶もシルバーラベルに変更されている。
1980年の秋に、ロサンゼルスに新規開店した寿司バーから、サッポロラガービールの小瓶10ケースの注文が特約店に入ったが、誤ってびん生の大瓶を配達してしまった。お客からサッポロの指名があり、恐る恐るびん生を出したところ、「こんなビッグサイズのビールは見たことない!」と、現地で話題となり、最初の10ケースは2日で完売し、さらに味の点でも評判となって、お客の90%がびん生を飲んでいるのを駐在員が寿司バーで見ることになった。1984年10月、「形の違う容器が海外では人気になるのではないか…」と日本では売れなかった「サッポロカップ＜生＞」の海外販売を決断したところ、サッポロビールの狙い通りとなった。そのオリエンタルなデザインが「クール」と評価され「シルバーサッポロ」という愛称で呼ばれるほどに、北米で大ヒットしたことで、1985年に念願であったアメリカでの日本製ビールシェア第1位の座を獲得。それ以降もサッポロビールはアメリカで一番売れている日本のビールとして30年以上もの間、首位の座を守り続け、「サッポロカップ＜生＞」も「シルバーカップ缶」としてカナダやベトナムで生産されて、海外限定商品として人気を集めている。

### 2019年現在の生産国
- カナダ（スリーマン） - 2002年12月よりスリーマンと提携[31]して主に北米向け商品をライセンス生産開始し、さらに2006年10月にスリーマンの株式を取得[32]し、子会社化している。
- ベトナム（サッポロ・ベトナム） - 2007年2月1日にベトナムたばこ総公社と合弁で「サッポロ・ベトナム・リミテッド」を設立し、ロンアン工場を2010年7月から建設開始し、2011年11月24日に竣工[33]している。主にアジア向け商品を生産し、2015年9月11日に出資持分を100%としている[34]。
- オーストラリア（クーパーズ・ブルワリー） - 2011年10月より（クーパーズ・ブルワリー（英語: Coopers Brewery））と提携[35]してオーストラリア、ニュージーランド向け商品をライセンス生産している。

### 過去の生産国
- アイルランド（ギネス） - 1995年よりギネスと提携[31]してヨーロッパ向け商品をライセンス生産していたが、2009年6月より麒麟麦酒と提携し、同時期に生産を終了。シルバーカップ缶はカナダからの輸入[36]に切り替わり、そのほかの容器は瓶のバックラベルや缶の側面に『UNDER LICENCE IN THE EU』の表記があるのみで、生産国は不明。
- 中華人民共和国（江蘇大富豪啤酒有限公司→上海亜太醸酒有限公司） - 1998年より江蘇大富豪啤酒と提携[31]し、2006年4月より上海亜太醸酒有限公司[37]に提携先を変更して中国向け商品をライセンス生産していたが、2009年末に生産を終了して中国市場から撤退。2018年10月よりアンハイザー・ブッシュ・インベブと提携し、ベトナム製品を輸出開始し、中国市場への再参入を果たしている[38][39]。
- 台湾（台湾菸酒公司） - 2003年1月より台湾菸酒公司と提携[40]して台湾向け商品をライセンス生産していたが、2016年6月15日より日本からの輸入販売に切り替えている[41]。

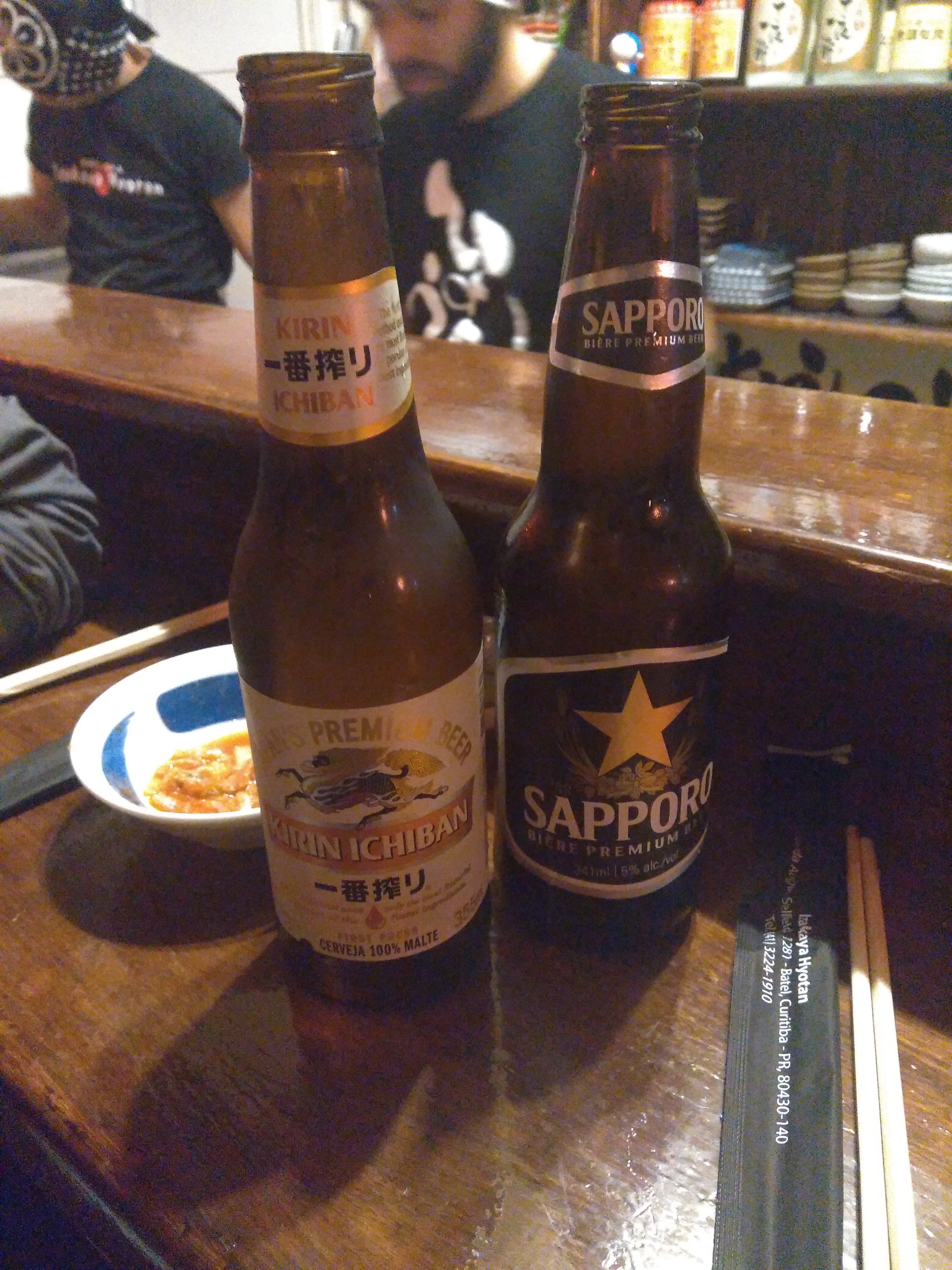
ブラジル仕様の瓶（写真右側）
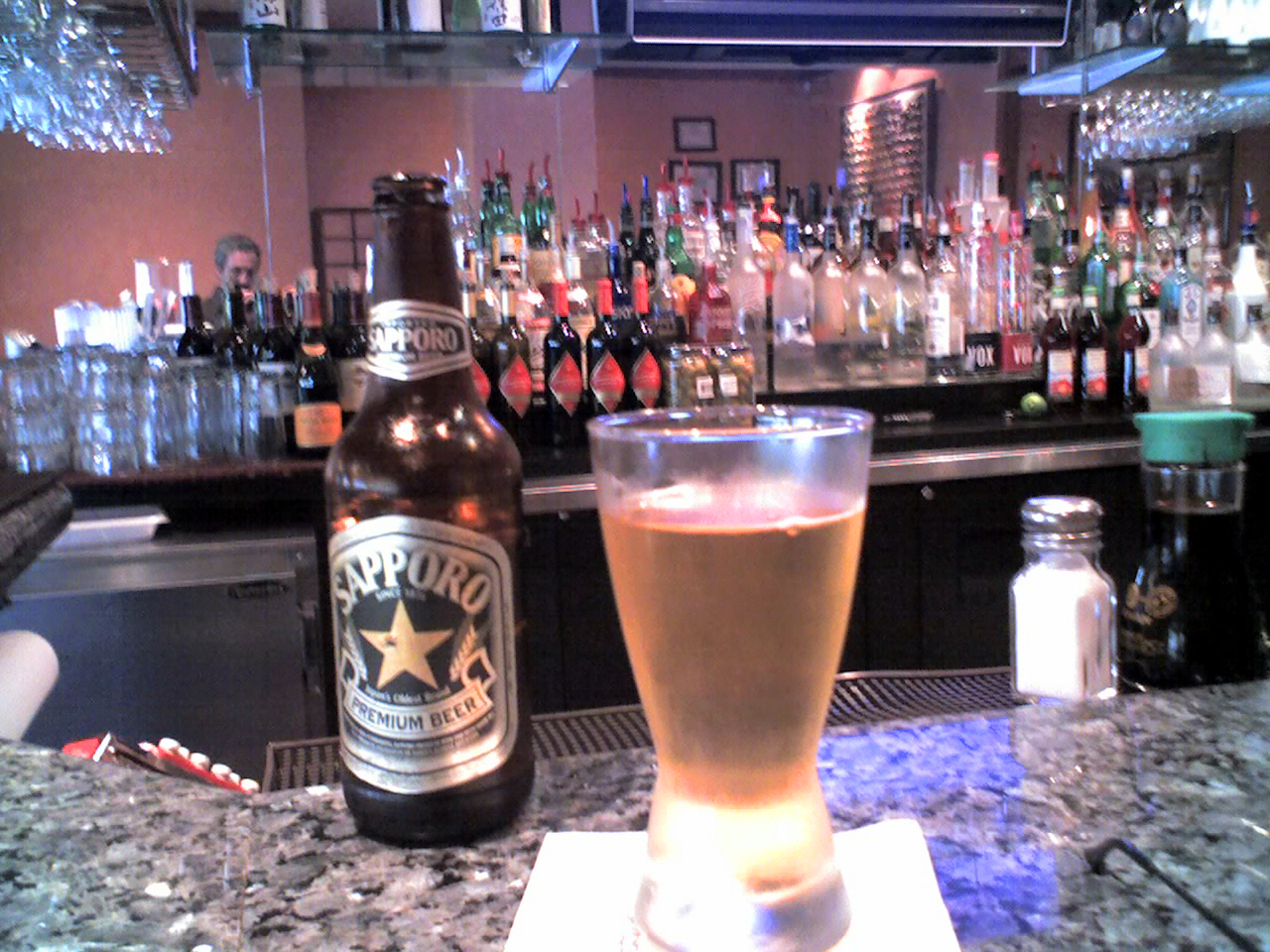
アメリカ/カナダ仕様の瓶（旧ラベル）
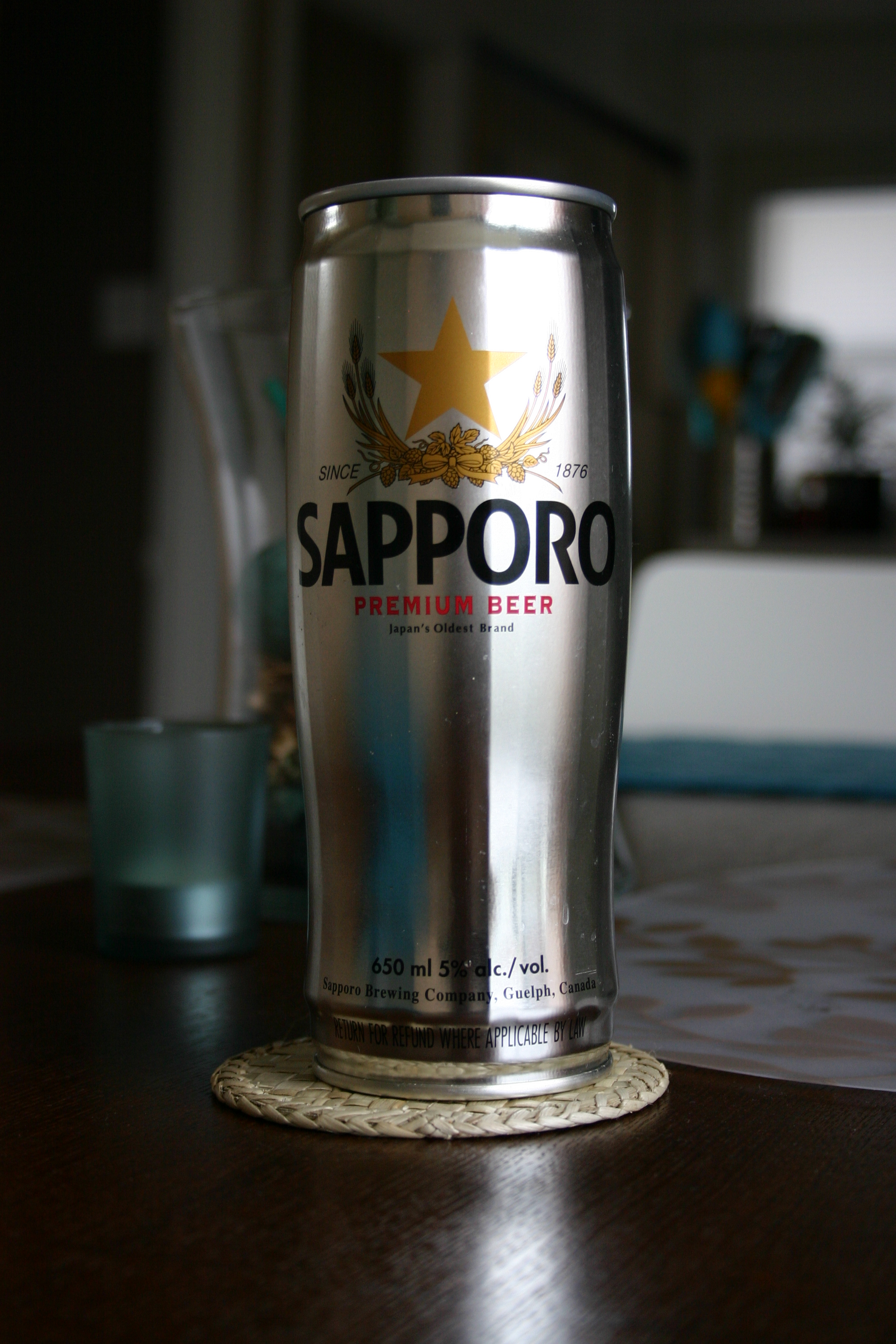
カナダ仕様のシルバーカップ缶（旧デザイン）